# Brandon Frazier
Brandon Frazier (* 19. November 1992 in Phoenix) ist ein US-amerikanischer Eiskunstläufer, der im Paarlauf antritt. Er und Alexa Knierim sind die Weltmeister des Jahres 2022.

## Karriere
Frazier nahm zusammen mit Haven Denney an den Juniorenweltmeisterschaften 2012 teil. Dort verfehlte das Paar mit dem vierten Platz knapp eine Medaille. Im folgenden Jahr wurden Frazier und Denney in Mailand Juniorenweltmeister im Paarlauf. Bei den Vier-Kontinente-Meisterschaften 2014 verpasste das Paar mit dem vierten Platz erneut knapp eine Medaille.
In der Saison 2014/15 gewannen Frazier und Denney mit dem zweiten Platz bei Skate America ihre erste Medaille bei einem Wettbewerb der ISU-Grand-Prix-Serie. Bei der ersten Teilnahme an den Eiskunstlauf-Weltmeisterschaften erreichte das Paar Platz 12. Im Jahr 2017 wurden Frazier und Denney US-amerikanische Meister im Paarlauf. Bei ihren zweiten Weltmeisterschaften erreichten sie den 20. Platz.

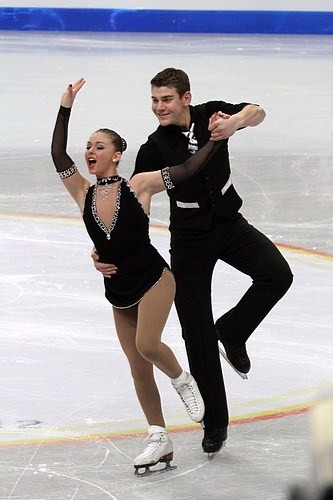
Frazier und Denney bei der Junioren-WM 2012

Seit März 2020 läuft Frazier zusammen mit Alexa Scimeca Knierim. Frazier und Knierim wurden 2021 US-amerikanische Meister. Bei den Weltmeisterschaften 2021 erreichten sie den siebten Platz.

## Ergebnisse
Zusammen mit Alexa Scimeca Knierim im Paarlauf:
| Meisterschaft / Jahr             | 2021  | 2022  | 2023  |
| -------------------------------- | ----- | ----- | ----- |
| Olympische Winterspiele          |       | 6.    |       |
| Weltmeisterschaften              | 7.    | 1.    | 2.    |
| US-amerikanische Meisterschaften | 1.    |       | 1.    |
| Grand-Prix-Wettbewerb / Saison   | 20/21 | 21/22 | 22/23 |
| Grand-Prix-Finale                |       |       | 2.    |
| Internationaux de France         |       | 3.    |       |
| MK John Wilson Trophy            |       |       | 1.    |
| Skate America                    | 1.    | 4.    | 1.    |

Zusammen mit Haven Denney im Paarlauf:
| Meisterschaft / Saison           | 2012    | 2013    | 2014    | 2015    | 2016    | 2017    | 2018    | 2019    | 2020    |
| -------------------------------- | ------- | ------- | ------- | ------- | ------- | ------- | ------- | ------- | ------- |
| Weltmeisterschaften              |         |         |         | 12.     |         | 20.     |         |         |         |
| Juniorenweltmeisterschaften      | 4.      | 1.      |         |         |         |         |         |         |         |
| Vier-Kontinente-Meisterschaften  |         |         | 4.      | 7.      |         | 8.      |         | 5.      |         |
| US-amerikanische Meisterschaften |         | 5.      | 5.      | 2.      |         | 1.      | 5.      | 2.      | 5.      |
| Wettbewerb / Saison              | 2011/12 | 2012/13 | 2013/14 | 2014/15 | 2015/16 | 2016/17 | 2017/18 | 2018/19 | 2019/20 |
| GP Skate America                 |         |         |         | 2.      |         | 2.      | 7.      |         | 3.      |
| GP Skate Canada                  |         |         | 5.      |         |         | 4.      | 7.      | 6.      |         |
| GP NHK Trophy                    |         |         | 5.      |         |         |         |         |         |         |
| GP Cup of Russia                 |         |         |         | 4.      |         |         |         |         |         |
| GP Internationaux de France      |         |         |         |         |         |         |         |         | 3.      |
| GP = Grand Prix                  |         |         |         |         |         |         |         |         |         |